# Obervalbert
Obervalbert ist ein Ortsteil der Stadt Lennestadt im Kreis Olpe in Nordrhein-Westfalen. Benachbarte Orte sind Oedingen und Oberelspe.

## Geschichte
Erstmals erwähnt wird der Ort im Jahr 1439 in einem beurkundeten Brief, in dem Arnt Rump von Obervalbert einen Gulden Geldes oder entsprechend Korn als jährliche Rente aus dem Zehnten zu Altenvalbert der Kirche zu Elspe vermacht. Die Ursprünge des Ortes dürften aber früher anzunehmen sein. In diesem Bereich entstanden nämlich bereits um die Jahrhundertwende mehrere Siedlungsgründungen im Rahmen großer Rodungen, die in der karolingisch-ottonischen Zeit dem Anschein nach durch den Königshof Elspe gelenkt wurden.
Die verschiedenen Schreibweisen von Obervalbert  im 15. bis 17. Jahrhundert enthalten die Formen „val(en)“ bzw. „var(en)“. Nach einer neueren Untersuchung der Ortsnamen im Kreis Olpe handelt es sich bei diesen Wortbestandteilen möglicherweise um Beschreibungen des Farbeindrucks (wie „fahl“, „gelblich“) der mit „-bert“ bezeichneten Stelle. Eine schlüssige Deutung des Grundwortes „-bert“ oder der möglichen älteren Version „-bracht“ erscheint allerdings nicht möglich. Eine für hessische Orte gefundene Deutung als „kahler Berg“ lässt sich auf die westfälischen Verhältnisse nicht ohne weiteres übertragen. Der im Ortsnamen vorangestellte Zusatz „Ober-“ bezeichnet die Lage des Ortes relativ zu Haus Valbert flussaufwärts am Kettelersbach.
Genauere Anhaltspunkte über die Größe von Obervalbert ergeben sich erstmals aus dem Schatzregister (diente der Erhebung von Steuern) von 1543 des Herzogtums Westfalen. Demnach gab es zu dieser Zeit in Oueren Farenbertt (Obervalbert) vier Schatzpflichtige, deren Anzahl in etwa mit den vorhandenen Familien bzw. Häusern übereinstimmen dürfte. Ende Juni 2020 betrug die Einwohnerzahl 58, wovon ein relativ großer Anteil von 25,9 % auf Jugendliche bis 18 Jahre entfiel (Anteil Stadtgebiet Lennestadt 20,0 %). Auch der Anteil der Senioren an den Ortsbewohnern ist mit 22,4 % überdurchschnittlich (Stadtgebiet 17,4 %).

## St. Agatha

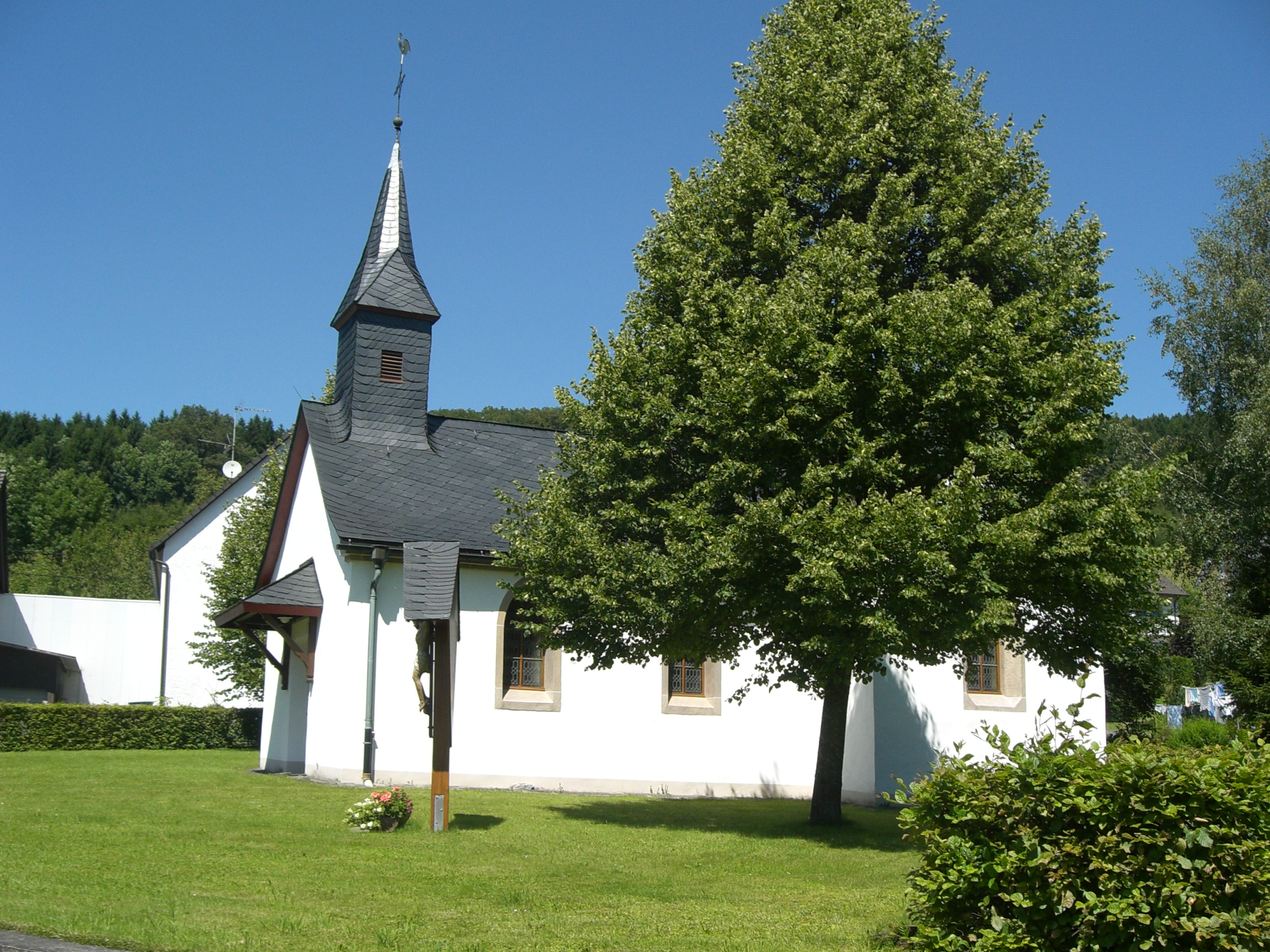
St. Agatha in Obervalbert

Die Kapelle St. Agatha ist der Mittelpunkt des heute etwa 50 Einwohner zählenden Ortes. Das ursprüngliche Bauwerk (eine erste Erwähnung stammt aus dem Jahr 1474) wurde am 17. Oktober 1749 durch den Weihbischof eingesegnet. Nach einem Kostenvoranschlag aus dem Jahr 1835 war eine Instandsetzung des zwischenzeitlich verfallenen Gebäudes nicht mehr sinnvoll. Es wurde der Auftrag zu einem Neubau erteilt, wobei sich die Einwohner von Obervalbert verpflichteten, den Abriss der alten Kapelle, das Ausschachten des Fundaments und das Anfahren von Steinen und Sand in Eigenleistung zu übernehmen. Die Einweihung des Neubaus nahm 1838 Landdechant Böschen aus Meschede vor. Die einschiffige Kapelle wurde um 1910/11 durch ein Querschiff und einen Chorraum erweitert. Die alte Kapellenglocke aus dem Jahr 1883 musste während des Zweiten Weltkrieges abgegeben werden und wurde 1946 durch ein neues Geläut ersetzt. Umfassende Renovierungen fanden 1988 in Eigenleistung statt; dabei wurde der Chorraum neu gestaltet. In der Kapelle befinden sich ein hölzernes Altarretabel mit vier gedrehten Säulen aus dem Jahr 1674 und zwei Skulpturen der Heiligen Josef und Antonius.

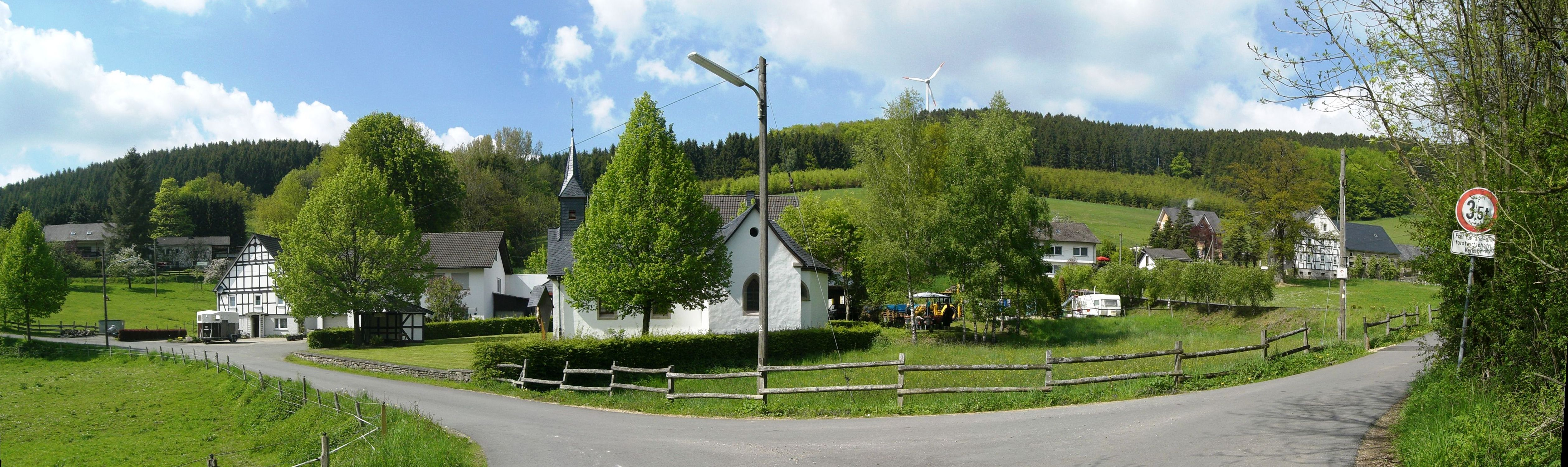
Panoramablick auf Obervalbert mit der Dorfkapelle